# Troy Daniels
Pour les articles homonymes, voir Daniels.
Troy Daniels, né le 15 juillet 1991 à Roanoke en Virginie, est un joueur américain de basket-ball. Il évolue au poste d'arrière. Il est reconnu pour la fiabilité de son tir à trois points.

## Carrière universitaire
Lors de sa dernière saison, titularisé à chaque match, il marque 124 paniers à trois points et termine avec une moyenne de 12,3 points par match.

## Carrière professionnelle
Non drafté, il participe à la Summer League avec les Bobcats de Charlotte,. Le 30 septembre 2013, il signe avec les Bobcats pour participer au camp d'entraînement mais il est coupé le 10 octobre. Le 18 octobre, il signe avec les Rockets de Houston mais il est de nouveau coupé le 26 octobre. En novembre, il est sélectionné par les Vipers de Rio Grande Valley en D-League. Le 3 février 2014, il est sélectionné dans l'équipe des Prospects pour participer au All-Star Game de D-League.
Le 21 février, il signe avec les Rockets mais il est immédiatement renvoyé chez les Vipers,. Le 3 mars, il est rappelé par les Rockets. Le 5 mars, il fait ses débuts sur les parquets NBA en jouant 92 secondes de match lors de la victoire des siens chez le Magic d'Orlando. Le 9 mars, il est renvoyé chez les Vipers.
Le 25 avril, Daniels est le héros improbable du 3e match du 1er tour des playoffs chez les Trail Blazers de Portland où il marque le trois points de la victoire (116 à 121) et laisse 11 secondes aux adversaires pour la dernière possession. Il est le 1er joueur de l’histoire à réussir un « game winner » en playoffs avec moins de cinq matches en carrière au compteur.
En décembre 2014, il est envoyé aux Timberwolves du Minnesota dans un échange à trois équipes. Il est à nouveau échangé en février 2015, rejoignant les Hornets de Charlotte.
Le 1er juillet 2019, il s'engage une saison avec les Lakers de Los Angeles. Le 2 mars 2020, il quitte la franchise californienne.
Le 5 mars 2020, il signe avec les Nuggets de Denver.
En juillet 2021, Daniels rejoint l'Olimpia Milan pour sa première expérience hors des États-Unis. Il est reconnu pour la qualité de son tir à trois points.

## Records personnels et distinctions

### En NBA
Les records personnels de Troy Daniels, officiellement recensés par la NBA sont les suivants :
| Type statistique           | Saison régulière | Saison régulière                  | Saison régulière | Playoffs | Playoffs                    | Playoffs      |
| Type statistique           | Record           | Adversaire                        | Date             | Record   | Adversaire                  | Date          |
| -------------------------- | ---------------- | --------------------------------- | ---------------- | -------- | --------------------------- | ------------- |
| Points                     | 32               | Raptors de Toronto                | 13 décembre 2017 | 17       | @ Trail Blazers de Portland | 27 avril 2014 |
| Paniers marqués            | 12               | Lakers de Los Angeles             | 3 décembre 2016  | 5        | @ Trail Blazers de Portland | 27 avril 2014 |
| Paniers tentés             | 23               | Lakers de Los Angeles             | 3 décembre 2016  | 7        | @ Trail Blazers de Portland | 27 avril 2014 |
| Paniers à 3 points réussis | 8                | @ Kings de Sacramento             | 25 janvier 2016  | 4        | @ Trail Blazers de Portland | 27 avril 2014 |
| Paniers à 3 points tentés  | 14               | Celtics de Boston                 | 26 mars 2018     | 6        | @ Trail Blazers de Portland | 25 avril 2014 |
| Lancers francs réussis     | 5                | Grizzlies de Memphis              | 21 décembre 2017 | 3        | @ Trail Blazers de Portland | 27 avril 2014 |
| Lancers francs tentés      | 5                | 2 fois                            | 2 fois           | 3        | @ Trail Blazers de Portland | 27 avril 2014 |
| Rebonds offensifs          | 3                | Trail Blazers de Portland         | 31 janvier 2020  | 2        | @ Trail Blazers de Portland | 25 avril 2014 |
| Rebonds défensifs          | 6                | @ Cavaliers de Cleveland          | 23 mars 2018     | 3        | Trail Blazers de Portland   | 30 avril 2014 |
| Rebonds totaux             | 7                | @ Kings de Sacramento             | 25 janvier 2016  | 3        | 3 fois                      | 3 fois        |
| Passes décisives           | 5                | @ Pelicans de La Nouvelle-Orléans | 16 avril 2014    | 2        | 2 fois                      | 2 fois        |
| Interceptions              | 3                | 2 fois                            | 2 fois           | 1        | 4 fois                      | 4 fois        |
| Contres                    | 2                | Knicks de New York                | 6 mars 2019      | -        | -                           | -             |
| Balles perdues             | 5                | @ Jazz de l'Utah                  | 27 janvier 2016  | 2        | Trail Blazers de Portland   | 30 avril 2014 |
| Minutes jouées             | 44               | @ Pelicans de La Nouvelle-Orléans | 16 avril 2014    | 21       | Spurs de San Antonio        | 27 avril 2017 |

- Double-double : 0
- Triple-double : 0

Dernière mise à jour : 14 septembre 2020

### En D-League
Les records personnels de Troy Daniels, officiellement recensés par la D-League sont 
| Type statistique            | Saison régulière | Saison régulière       | Saison régulière | Playoffs | Playoffs           | Playoffs      |
| Type statistique            | Record           | Adversaire             | Date             | Record   | Adversaire         | Date          |
| --------------------------- | ---------------- | ---------------------- | ---------------- | -------- | ------------------ | ------------- |
| Points en un match          | 34               | Toros d'Austin         | 20 janvier 2014  | 30       | @ Energy de l'Iowa | 12 avril 2014 |
| Paniers marqués en un match | 11               | 2 fois                 |                  | 8        | @ Energy de l'Iowa | 12 avril 2014 |
| Paniers tentés en un match  | 25               | Warriors de Santa Cruz | 9 janvier 2014   | 24       | @ Energy de l'Iowa | 12 avril 2014 |
| Lancers francs réussis      | 9                | @ Legends du Texas     | 1er février 2014 | 9        | Energy de l'Iowa   | 8 avril 2014  |
| Lancers francs tentés       | 11               | 2 fois                 |                  | 10       | Energy de l'Iowa   | 8 avril 2014  |
| Paniers à 3 points réussis  | 10               | @ Stampede de l'Idaho  | 4 janvier 2014   | 6        | @ Energy de l'Iowa | 12 avril 2014 |
| Paniers à 3 points tentés   | 21               | 2 fois                 |                  | 17       | @ Energy de l'Iowa | 12 avril 2014 |
| Rebonds offensifs           | 3                | 2 fois                 |                  | 1        | @ Energy de l'Iowa | 12 avril 2014 |
| Rebonds défensifs           | 9                | @ Legends du Texas     | 31 janvier 2014  | 3        | @ Energy de l'Iowa | 12 avril 2014 |
| Rebonds totaux              | 10               | @ Legends du Texas     | 31 janvier 2014  | 4        | @ Energy de l'Iowa | 12 avril 2014 |
| Passes décisives            | 7                | 2 fois                 |                  | 2        | @ Energy de l'Iowa | 12 avril 2014 |
| Interceptions               | 5                | Jam de Bakersfield     | 20 mars 2014     |          |                    |               |
| Contres                     | 2                | Energy de l'Iowa       | 26 mars 2014     |          |                    |               |
| Balles perdues              | 7                | @ Energy de l'Iowa     | 9 mars 2014      | 1        | @ Energy de l'Iowa | 12 avril 2014 |
| Minutes jouées              | 43               | 66ers de Tulsa         | 29 janvier 2014  | 44       | @ Energy de l'Iowa | 12 avril 2014 |

- Double-double : 1 (au 27/04/2014)
- Triple-double : 0

## Palmarès
- Vainqueur de la coupe d'Italie 2022

### Distinctions personnelles
- Participation au D-League All-Star Game 2014.